# Jezdectví na Letních olympijských hrách 1928

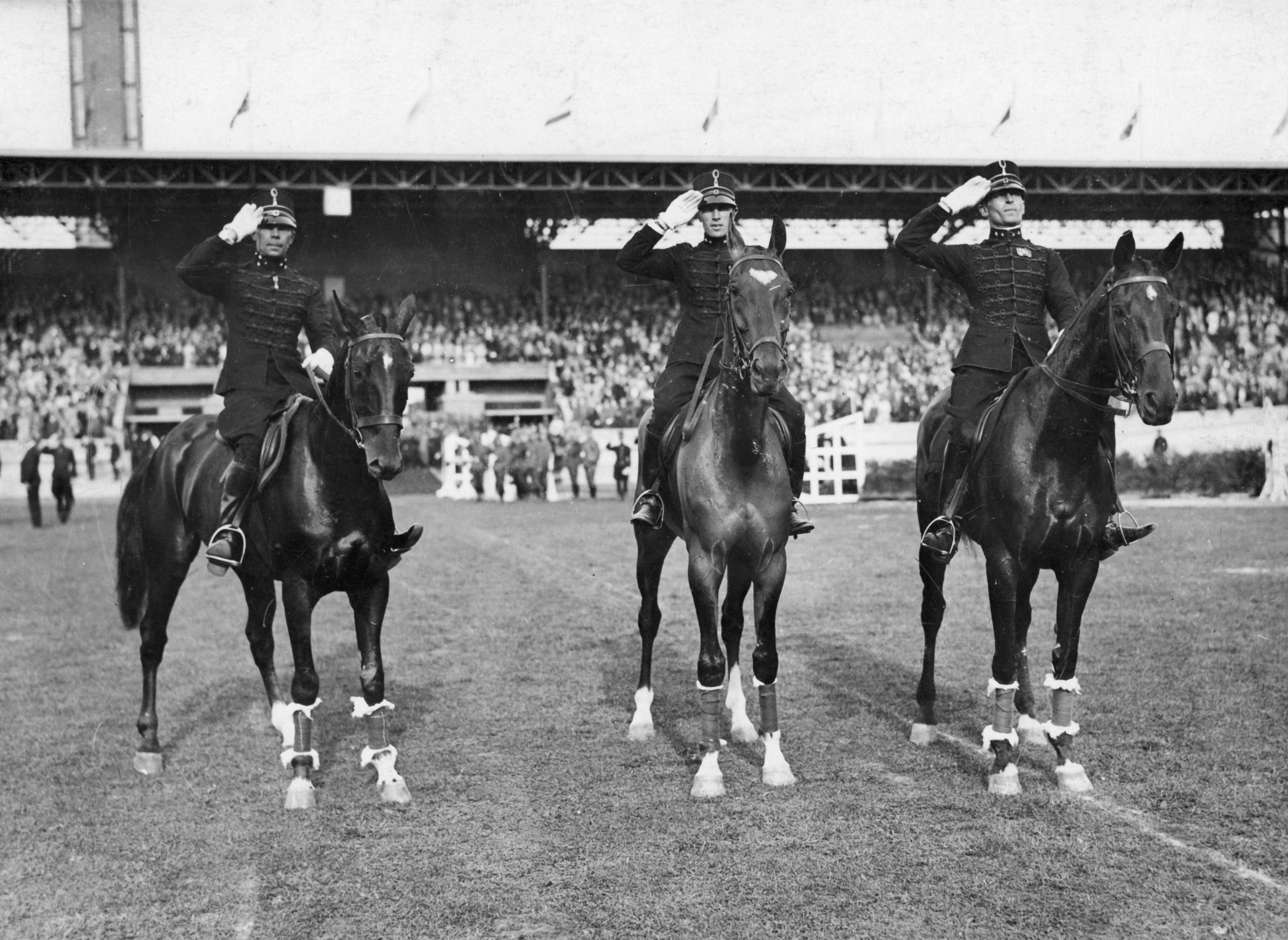
Vítězné družstvo Nizozemců

Jezdectví na Letních olympijských hrách 1928 v Amsterdamu zahrnovalo tři disciplíny: drezuru, parkurové skákání a soutěž všestranné způsobilosti, v každé z nich se konala soutěž jednotlivců a družstev (každé družstvo tvořili tři jezdci). Závodilo se od 8. srpna do 12. srpna 1928 na Olympijském stadionu v Amsterdamu a ve městě Hilversum, kde byli také ustájeni koně. Zúčastnilo se 113 jezdců ze dvaceti zemí (ženám nebylo až do roku 1952 dovoleno účastnit se olympijských jezdeckých soutěží), olympijskou premiéru měli reprezentanti Maďarska, Japonska a Argentiny. Nejúspěšnější zemí bylo domácí Nizozemsko se čtyřmi medailemi. Soutěž ve skoku vyhrál nadporučík František Ventura s koněm Eliot, když ve druhém rozeskakování jako jediný z finalistů zdolal 160 cm vysoký oxer a získal tak pro Československo jedinou medaili z jezdectví v olympijské historii.

## Účastníci
- Argentina (3)
- Rakousko (3)
- Belgie (9)
- Bulharsko (3)
- Československo (9)
- Dánsko (3)
- Finsko (1)
- Francie (9)
- Německo (8)
- Maďarsko (5)
- Itálie (5)
- Japonsko (4)
- Nizozemsko (8)
- Norsko (6)
- Polsko (5)
- Portugalsko (3)
- Španělsko (6)
- Švédsko (9)
- Švýcarsko (9)
- Spojené státy americké (5)

## Medailisté
| Kategorie                | Zlato | Stříbro | Bronz |
| ------------------------ | --- | --- | --- |
| Drezura jednotlivci      | Carl-Friedrich von Langen · kůň Draufgänger (GER) | Charles Marion · kůň Linon (FRA)                                                                                   | Ragnar Olson · kůň Günstling (SWE)                                                                                  |
| Drezura družstva         | Německo (GER) · Carl-Friedrich von Langen · kůň Draufgänger · Hermann Linkenbach · kůň Gimpel · Eugen von Lotzbeck · kůň Caracalla                    | Švédsko (SWE) · Ragnar Olson · kůň Günstling · Janne Lundblad · kůň Blackmar · Carl Bonde · kůň Ingo               | Nizozemsko (NED) · Jan van Reede · kůň Hans · Pierre Versteegh · kůň His Excellence · Gerard le Heux · kůň Valérine |
| Všestrannost jednotlivci | Charles Pahud de Mortanges · kůň Marcroix (NED) | Gerard de Kruijff · kůň Va-T'en (NED)                                                                              | Bruno Neumann · kůň Ilja (GER)                                                                                      |
| Všestrannost družstva    | Nizozemsko (NED) · Charles Pahud de Mortanges · kůň Marcroix · Gerard de Kruijff · kůň Va-T'en · Adolph van der Voort van Zijp · kůň Silver Piece     | Norsko (NOR) · Bjart Ording · kůň And Over · Arthur Qvist · kůň Hidalgo · Eugen Johansen · kůň Baby                | Polsko (POL) · Michał Antoniewicz · kůň Moja Miła · Józef Trenkwald · kůň Lwi Pazur · Karol Rómmel · kůň Doneuse    |
| Skoky jednotlivci        | František Ventura · kůň Eliot (TCH) | Pierre Bertran de Balanda · kůň Papillon (FRA)                                                                     | Charles-Gustave Kuhn · kůň Pepita (SUI)                                                                             |
| Skoky družstva           | Španělsko (ESP) · José Navarro Morenés · kůň Zapatazo · José Álvarez de Bohórquez · kůň Zalamero · Julio García Fernández de los Ríos · kůň Revistade | Polsko (POL) · Kazimierz Gzowski · kůň Mylord · Kazimierz Szosland · kůň Ali · Michał Antoniewicz · kůň Readgleadt | Švédsko (SWE) · Karl Hansen · kůň Gerold · Carl Björnstjerna · kůň Kornett · Ernst Hallberg · kůň Loke              |

## Pořadí zemí
| Pořadí | Země                 | Zlato | Stříbro | Bronz | Celkově |
| ------ | -------------------- | ----- | ------- | ----- | ------- |
| 1      | Nizozemsko (NED)     | 2     | 1       | 1     | 4       |
| 2      | Německo (GER)        | 2     | 0       | 1     | 3       |
| 3      | Československo (TCH) | 1     | 0       | 0     | 1       |
| 3      | Španělsko (ESP)      | 1     | 0       | 0     | 1       |
| 5      | Francie (FRA)        | 0     | 2       | 0     | 2       |
| 6      | Švédsko (SWE)        | 0     | 1       | 2     | 3       |
| 7      | Polsko (POL)         | 0     | 1       | 1     | 2       |
| 8      | Norsko (NOR)         | 0     | 1       | 0     | 1       |
| 9      | Švýcarsko (SUI)      | 0     | 0       | 1     | 1       |